# Billete de cincuenta libras esterlinas
El billete de cincuenta libras esterlinas (£50) es el de mayor denominación emitido por el Banco de Inglaterra para curso legal. Actualmente se emplea un rediseño, introducido en 2011, el cual posee una imagen de la anterior soberana del Reino Unido, Isabel II.

## Historia
Los primeros billetes de £50 fueron introducidos por primera vez en 1725. Estas, eran, en un comienzo, manuscritas, lo que limitaba su producción y hacia que la cantidad se limitase a la necesidad de los propios individuos que las necesitaran. Estaban escritas de un lado, en el cual, a su vez se indicaba el nombre del portador, la fecha de emisión y la firma del emisor del billete. A excepción del periodo de restricción (entre el año 1797 y el 1821) cuando las guerras revolucionarias de Francia y las guerras Napoleónicas causaron una merma en las reservas de oro de Inglaterra, en las que estos billetes podían ser intercambiados, total o parcialmente cuando fuesen presentados al banco. Si era redimido parcialmente, el billete sería firmado para indicar el monto extraído y así, en un futuro, se evitarían posibles estafas. En 1853, las notas comenzaron a ser impresas, y se introdujo por primera vez la frase "Yo prometo pagar al portador la suma de 50 libras", lo que reemplazaba la función de la firma del emisor. Esta declaración, a fecha de junio de 2019, sigue vigente en toda la línea de billetes de libras esterlinas. 

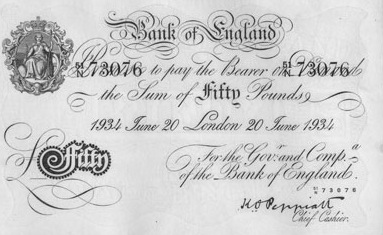
Un billete de 50£, emitido en 1934

En 1931 Gran Bretaña dejó de utilizar el patrón oro debido a sus grandes problemas económicos en la década de los 20, lo que a partir de ese momento, significó que la libra se volvió Dinero Fiat El billete de £50 dejó de ser producido por el Banco de Inglaterra en 1943 y no volvió a aparecer hasta 1981. Estas notas de la serie D eran predominantemente de color verde oliva en ambos lados, con una imagen de la Reina Isabel II en el anverso (como todas las notas posteriores de £50) y una imagen del arquitecto Christopher Wren en el reverso. Como elemento de seguridad, esta nota tenía un hilo metálico que la atravesaba, que a partir de julio de 1988 pasó a ser un hilo "con ventanas". El hilo se teje en el papel de tal manera que forma una línea discontinua, pero aparece como una sola línea cuando se sostiene a la luz. La nota de la serie D fue sustituida gradualmente por la serie E, a partir de 1994. Esta nota rojiza reemplazó a Christopher Wren con John Houblon, el primer gobernador del Banco de Inglaterra, por el contrario. Como característica de seguridad adicional, estas notas tenían un parche de aluminio en la parte delantera La serie de revisión E no tenía un billete de £50.
El billete de £50 actual se introdujo en 2011. Cuenta con dos retratos en el reverso: el ingeniero y científico escocés James Watt y el industrial y empresario Matthew Boulton, junto con la Whitbread Engine y la Soho Manufactory, de Birmingham. El billete tiene una serie de características de seguridad además del hilo metálico, incluyendo hilo de movimiento, impresión en relieve, una marca de agua, microletras, un registro transparente y un patrón de colores que solo aparece bajo luz ultravioleta. El billete actual es el primer billete del Banco de Inglaterra que cuenta con dos personas en el reverso, y el primer billete del Banco de Inglaterra que incluye la función de seguridad del hilo de movimiento. Esta es una imagen en un hilo verde roto que se mueve a medida que la nota se ve desde diferentes ángulos.
A finales de 2019, se anunció un rediseño del billete de cicncuenta libras, que estará compuesto de polímero al igual que el resto billetes de la actual serie, y contendrá una imagen del matemático y criptógrafo Alan Turing, célebre por desarrollar la primera computadora de lectura-escritura, la máquina de Turing, y po descifrar, junto a un equipo de matemáticos, el código empleado por el Imperio Nazi para sus comunicaciones durante la Segunda Guerra Mundial, Enigma.